# Élections générales israéliennes de 1999
Les élections générales israéliennes de 1999 se sont tenues de manière anticipée le 17 mai. Elles ont consisté en deux scrutins simultanées : une élection directe du Premier ministre d'Israël et des élections législatives pour former la 15e Knesset.

## Contexte
Les élections se tiennent à un moment où le processus de paix israélo-palestinien pose des questions dans la classe politique. Bien que les Accords de Wye Plantation aient été entérinés par la Knesset, le mécontentement grandit entre certains politiques de la gauche israélienne qui considèrent que le processus de paix n'avance pas assez vite, et certains politiques de droite qui désapprouvent les concessions territoriales proposées au cours des négociations avec les Palestiniens.
Les campagnes électorales pour l'élection du Premier ministre et pour les élections législatives sont menées en parallèle. C'est la deuxième fois que le Premier ministre est désigné par un scrutin direct. L'élection du Premier ministre israélien de 1996 avait opposé très étroitement Benyamin Netanyahou et Shimon Peres.
L'alliance Likoud-Gesher-Tsomet a volé en éclats et des membres du Likoud ont renforcé le Hérout et le Parti du centre. Le gouvernement Netanyahou a finalement abandonné l'idée de faire approuver son budget d'État et annonce en janvier 1999 la préparation d'élections anticipées.
Avant les élections, le Parti travailliste de Ehoud Barak forme une alliance avec les formations Gesher et Meimad. Ils forment ensemble le bloc appelé Un Israël espérant obtenir ainsi une coalition suffisamment stable de centre gauche capable de gouverner.

## Candidats pour le poste de Premier ministre
Cinq candidats avaient prévu de se présenter pour le poste de Premier ministre :
- Ehud Barak pour le bloc Un Israël
- Benyamin Zeev Begin du Hérout
- Azmi Bishara de Balad (au passage, c'est le premier Arabe israélien à se présenter pour ce poste)
- Yitzhak Mordechai du Parti du centre
- Benyamin Netanyahou du Likoud

Toutefois, Begin, Bishara et Mordechai abandonnent en prenant acte de l'impossibilité de leur victoire et préfère apporter leur soutien aux deux candidats restants : Barak et Netanyahou.

## Résultats de l'élection du Premier ministre
| Candidat            | Parti     | Votes     | % des suffrages |
| ------------------- | --------- | --------- | --------------- |
| Ehud Barak          | Un Israël | 1 791 020 | 56,1 %          |
| Benyamin Netanyahou | Likoud    | 1 402 474 | 43,9 %          |

## Résultats des élections législatives
| Parti                                            | Votes   | % des suffrages | Sièges obtenus après les élections | Sièges en fin de session de cette Knesset |
| ------------------------------------------------ | ------- | --------------- | ---------------------------------- | ----------------------------------------- |
| Un Israël ¹                                      | 670 484 | 20,2 %          | 26                                 | 0                                         |
| Likoud ²                                         | 468 103 | 14,1 %          | 19                                 | 21                                        |
| Shas                                             | 430 676 | 13,0 %          | 17                                 | 17                                        |
| Meretz                                           | 253 525 | 7,6 %           | 10                                 | 10                                        |
| Yisrael Ba'aliyah ³                              | 171 705 | 5,1 %           | 6                                  | 4                                         |
| Shinouï                                          | 167 748 | 5,0 %           | 6                                  | 6                                         |
| Parti du Centre ²                                | 165 622 | 5,0 %           | 6                                  | 3                                         |
| Parti national religieux                         | 140 307 | 4,2 %           | 5                                  | 5                                         |
| Judaïsme unifié de la Torah                      | 125 741 | 3,7 %           | 5                                  | 5                                         |
| Liste arabe unie †                               | 114 810 | 3,4 %           | 5                                  | 2                                         |
| Union nationale ‡                                | 100 181 | 3,0 %           | 4                                  | 0                                         |
| Hadash                                           | 87 022  | 2,6 %           | 3                                  | 3                                         |
| Israel Beytenou ‡                                | 86 153  | 2,6 %           | 4                                  | 0                                         |
| Balad ^                                          | 66 103  | 1,9 %           | 2                                  | 1                                         |
| Am Ehad                                          | 64 143  | 1,9 %           | 2                                  | 2                                         |
| Parti travailliste-Meimad ¹ ²                    | -       | -               | 0                                  | 25                                        |
| Union Nationale-Israel Beytenou ‡                | -       | -               | 0                                  | 7                                         |
| Gesher ¹                                         | -       | -               | 0                                  | 2                                         |
| Choix Démocratique ³                             | -       | -               | 0                                  | 2                                         |
| Parti National Arabe †                           | -       | -               | 0                                  | 2                                         |
| Hérout ‡                                         | -       | -               | 0                                  | 1                                         |
| National Unity - National Progressive Alliance † | -       | -               | 0                                  | 1                                         |
| Ta'al ^                                          | -       | -               | 0                                  | 1                                         |
| Lev ²                                            | -       | -               | 0                                  | 0                                         |
| Nouvelle Voie ²                                  | -       | -               | 0                                  | 0                                         |

Israel Beytenou a gagné un siège supplémentaire après la procédure de distribution des sièges.
¹ Un Israël s'est ensuite séparé entre Travaillistes-Meimad et Gesher.
² Cinq membres de la Knesset ont quitté le Parti du Centre pour former « Nouvelle Voie » (les trois parlementaires en question ont été remplacés au sein du Parti du centre), proche de la formation travailliste-Meimad, et « Lev » qui a rejoint très rapidement le Likoud.
³ Deux parlementaires de Yisrael Ba'aliyah ont formé le groupe Choix Démocratique.
† Trois parlementaires ont quitté la Liste arabe unie : deux ont formé le Parti National Arabe et l'autre a créé National Unity - National Progressive Alliance.
‡ Herout s'est séparé de Union Nationale qui s'est rapprochée de Israel Beytenou.
^ Ta'al est associé au Balad.

### Formations non représentées dans la nouvelle Knesset
Les partis suivants n'ont pas obtenu suffisamment de suffrages pour dépasser le seuil de 1,5 % nécessaire pour être représenté à la Knesset :
- Pnina Rosenblum (44 953 - 1,3 %)
- Power for Pensioners (37 525 - 1,1 %)
- Ale Yarok (34 029 - 1,0 %)
- Troisième Voie (26 290 - 0,7 %)
- Les Verts (13 292 - 0,4 %)
- Tikva (7 366 - 0,2 %)
- Casino Party (6 540 - 0,1 %)
- Lev LaOlim - (6 311 - 0,1 %)
- Negev Party (4 324 - 0,1 %)
- Tsomet (4,128 - 0,1 %)
- Parti de la Loi Naturelle (2 924 - 0,1 %)
- Parti du Centre progressif (2 797 - 0,1 %)
- Organisation pour une Action Démocratique (2 151 - 0,1 %)
- Nouveau Parti Arabe (2 042 - 0,1 %)
- Justice pour Tous (1 257 - 0,04 %)
- Moreshet Avot (1 164 - 0,04 %)

## La15eKnesset
Ehud Barak forme le 28e gouvernement d'Israël le 6 juillet 1999 soutenu par une coalition entre Un Israël (seulement 26 sièges), Shass, Meretz, Yisrael Ba'aliyah, le Parti du Centre, le Parti National Religieux et Yahadut Hatorah. Le gouvernement Barak est initialement constitué de 16 ministres et a grandi jusqu'à la taille de 24 ministres. Avraham Burg est nommé pour diriger la Knesset.
Yahadut Hatorah a quitté la coalition en septembre 1999 après une rupture sur la question religieuse du Chabbat. Le gouvernement s'effondrera le 10 décembre 2000 après la démission de Barak devant l'échec des négociations de paix et la violence de la Seconde Intifada. Barak appelle à des élections générales pour février 2001 avec l'espoir de gagner un soutien populaire plus large pour poursuivre son mandat. Ariel Sharon deviendra alors le nouveau Premier ministre.